# Ruta de Illinois 21
La Ruta de Illinois 21, y abreviada IL 21 (en inglés: Illinois Route 21) es una carretera estatal estadounidense ubicada en el estado de Illinois. La carretera inicia en el sur desde la IL 43     en Niles hacia el norte en la US 41     en Gurnee. La carretera tiene una longitud de 45,3 km (28.13 mi).

## Mantenimiento
Al igual que las autopistas interestatales, y las rutas federales y el resto de carreteras estatales, la Ruta de Illinois 21 es administrada y mantenida por el Departamento de Transporte de Illinois por sus siglas en inglés IDOT.